# Смірнська митрополія
Смірнська митрополія (також Смирнська, гр. Μητρόπολη Σμύρνης) — православна митрополія Константинопольської православної церкви у західній частині Туреччини у регіоні навколо міста Ізмір (історична Смірна). Заснована у 1 столітті, це одна з найвідоміших митрополій Малої Азії. Другим її єпископом був відомий ранньохристиянський письменник Полікарп Смірнський. Після різанини у Смірні у 1922, коли було вбито багато православного населення, включно з тодішнім митрополитом Смірнським Хризостомом (Калафатісом), єпархія практично припинила своє існування. У 20 столітті на території діяв, фактично, лише один храм. На початку 21 століття почалися переговори з владою щодо дозволу богослужіння у ще кількох історичних храмах. У 2016 році, після майже сторічної перерви, було висвячено митрополита Смірнського, яким став Варфоломій (Самарас).

## Територія
Смірнська митрополія межує на півночі, півдні і сході з Ефеською митрополією, а на заході з Вріульською митрополією та Егейським морем.
Основні міста: Смірна (Ізмір), Пріноваріс (Борнова), Вузас (Бука). Останні два нині є передмістями сучасного Ізміра, що став одним із найбільших міст Туреччини.

## Історія
Місто Смірна (нині Ізмір), що знаходиться на березі Егейського моря, було засноване у третьому тисячолітті до Р.Х. Захоплене еолійськими греками в 11 столітті до Р.Х., а близько 580 до Р.Х. було зруйноване лідійцями. Місто було відбудоване близько 300 до Р.Х. у часи Александра Македонського і перейшло під контроль Римської імперії у 133 до Р.Х. У 1085 році було захоплене турками-сельджуками, потім зайняте римлянами у 1097 році, знову захоплене сельджуками у 1317, потім родоськими лицарями у 1344. Було зруйноване Тамерланом у 1402, і, зрештою, остаточно взяте під контроль османськими турками у 1424 році.
Єпархія Смірни перейшла під юрисдикцію Ефеської митрополії у 325 році. Між 451 та 457 була підвищена до статусу архієпархії, а в 9 столітті до митрополії, що включала в себе три єпархії. В 12 столітті єпархії були передані до Ефеської митрополії, але згодом їх повернули Смірнській митрополії. У 14 столітті вже не було жодної. У 1766 році в Смірнській митрополії була створена Мосхонісійська єпархія, яка стала митрополією у 1922 році.
2 травня 1919 року місто було захоплено грецькою армією, але грецькі війська залишили його після поразки у серпні 1922 року. Турецька армія увійшла у місто 27 серпня 1922 року і повністю його спалила. Більша частина православних Смірни (як місцевих, так і біженців з центральної Туреччини) були вбиті турецькою армією. Хто вцілів, евакуювалися у Грецію, тож у 20 столітті тут практично не лишилося православного населення.
У 20 столітті лише одна церква — на честь святої Фотинії при грецькому консульстві.
Однак на початку 21 століття місцева влада відновила в Ізмірі історичний храм на честь святого Вукола, учня апостола Йоана Богослова, і дозволила проводити там періодичні богослужіння. 11 вересня 2016 після майже сторічної перерви було висвячено митрополита Смірнського, ним став Варфоломій (Самарас).

## Ієрархія
- Святий Вукол (помер бл. 105)
- Полікарп Смірнський (бл. 110—156)
- Каллінік
- Прокопій (Пелекасіс) (1770 — 29 червня 1785)
- Григорій (Ангелопулос) (1785—1797)
- Анфім (Хоріанопулос) (11 травня 1797 — 20 жовтня 1821)
- Паїсій (жовтень 1821 — червень 1827)
- Єрофей (червень 1827 — жовтень 1831)
- Хрисанф (липень 1833 — 1 квітня 1837)
- Серафім (Дросос) (жовтень 1831 — липень 1833)
- Паїсій (1 квітня 1837 — березень 1840)
- Хрисанф (червень — грудень 1840)
- Афанасій (Хадзівасіліу) (січень 1841 — 27 грудня 1850)
- Анфім (Лікаріс) (3 січня 1851 — поч. 1853)
- Паїсій (Зафіров) (15 лютого 1853 — 15 листопада 1857)
- Хрисанф (15 листопада 1857 — 4 вересня 1869)
- Мелетій (25 вересня 1869 — 30 грудня 1883)
- Василій (Астеріу) (22 грудня 1884 — 22 січня 1910)
- Хризостом (Калафатіс) (11 березня 1910 — 28 серпня 1922)
- кафедра вакантна
- Варфоломій (Самарас)[ru] (з 11 вересня 2016)

## Храми
Наразі у митрополії є одна постійно діюча парафія, де храм відкритий щодня і богослужіння звершуються грецькою, церковнослов'янською та грузинською, а також три історичні храми, де богослужіння звершуються з дозволу влади у значні свята.
1. Церква святої Фотинії в Ізмірі (Sezer Doğan Sok. (1374) No: 24/1 Alsancak, 35210 Konak/ İzmir). Діє постійно. Настоятель: протопресвітер Афанасій Кацінкас (Ἀθανάσιος Κατζιγκᾶς).
2. Храм святого Вукола Смірнського в Ізмірі (Etiler Mah., 1281. Sok. No. 11 A, 35240 Konak/ İzmir). Богослужіння лише у значні свята. Настоятель: протопресвітер Афанасій Кацінкас.
3. Храм Воздвиження Хреста Господнього в Ізмірі (Doğanlar Mah., 1456. Sok. No: 43, 35050 Bornova/İzmir). Богослужіння лише у значні свята.
4. Храм Введення Пресвятої Богородиці (Sakarya Mah., Konak Belediyesi Sütveren Meryem Dua Evi 821. Sokak. No: 23, 35240 Konak/İzmir). Богослужіння лише у значні свята.